# Sensodyne

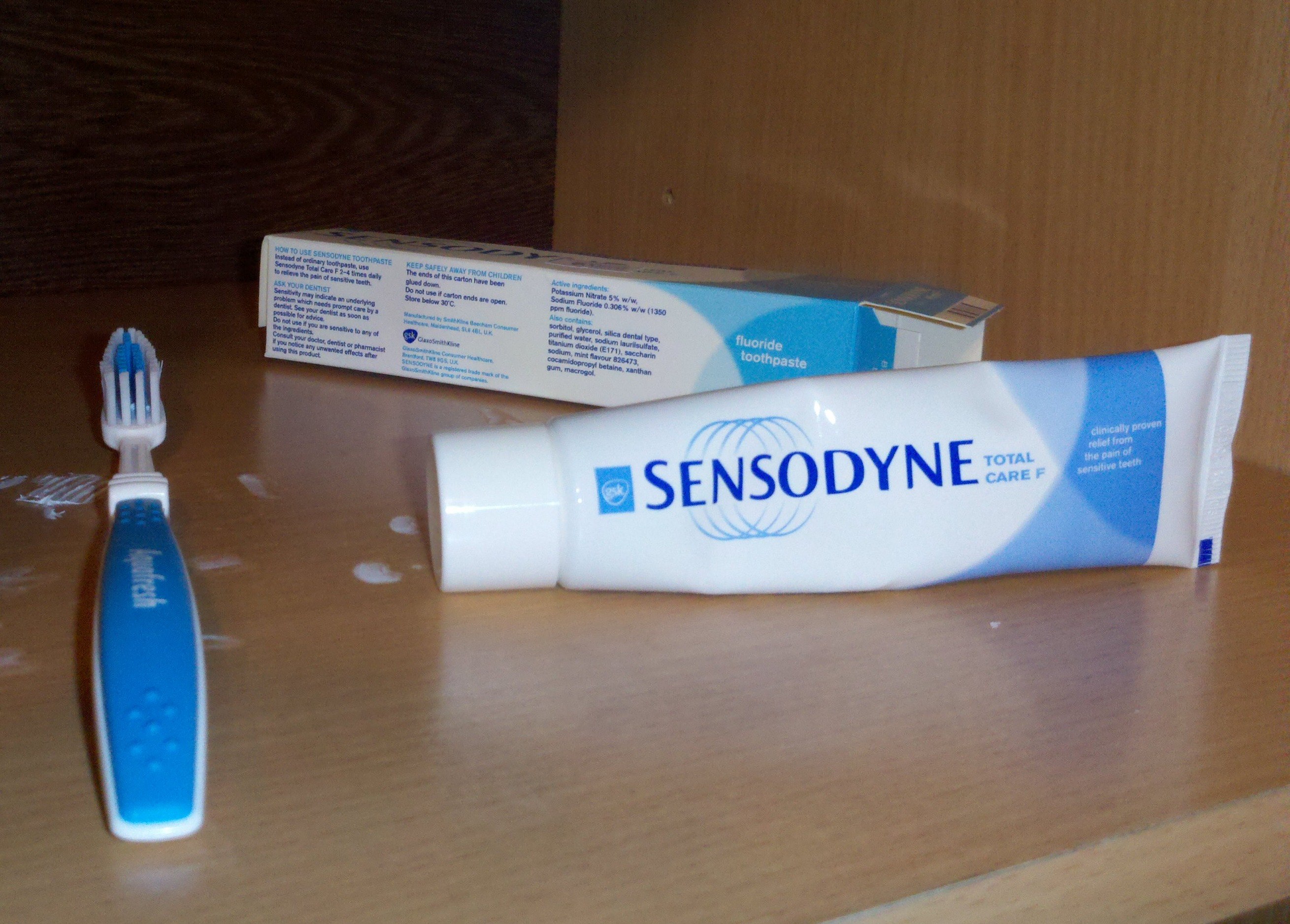
Sensodyne TOTAL F-tandpasta

Sensodyne is een mondverzorgingsmerk van het Britse concern Haleon. De tandpasta richt zich specifiek op de bescherming van gevoelige tanden met een assortiment cosmetische en therapeutische tandpasta’s. Het merk was in handen van GlaxoSmithKline (GSK) sinds het concern in 2001 Block Drug overnam, de voormalige eigenaar van Sensodyne. Medio 2022 werden deze activiteiten afgesplitst van GSK en gaat Haleon als zelfstandige onderneming verder.

## Ingrediënten
- Kaliumnitraat (5%)
- Natriumfluoride (0,15 % F−)
- Strontiumchloride - legt een barrière rond het dentine
- Strontiumacetaat - legt een barrière rond het dentine
- Kaliumchloride - kalmeert de zenuwen in de tandwortel
- Titaniumdioxide (0,1%)
- NovaMin

Niet alle ingrediënten zijn aanwezig in alle producten van Sensodyne.

## Merkgeschiedenis
- 1961: Oprichting van Sensodyne door Amerikaanse farmaceut Block Drug Company, als merk dat zich specifiek richtte op bescherming van gevoelige tanden. Eerste product is Sensodyne Original, een fluoridevrije tandpasta met strontiumchloride.
- 1971: Introductie van Sensodyne in Nederland (apotheken en drogisterijen).
- 1984: Introductie van fluor.
- 1990: Introductie van Sensodyne in het supermarktkanaal.
- 2000: Introductie van Sensodyne whitening.
- 2001: GlaxoSmithKline neemt het Amerikaanse Block Drug Company over.
- 2006: Introductie van Proglasur.
- 2007: Sensodyne is marktleider geworden in tandpastacategorie in waarde in Nederland.
- 2011: Sensodyne bestaat 50 jaar. Sensodyne heeft marktaandeel van circa 20% in Nederland.